# Barriemore Barlow
Barriemore Barlow, född 10 september 1949 i Birmingham, är en brittisk musiker mest känd som trummis i rockbandet Jethro Tull från 1971 till 1980. Han var även originaltrummis i Yngwie Malmsteens Rising Force, och medverkar på debutalbumet från 1984.